# توماس دولي
توماس دولي (بالإنجليزية: Thomas Dooley)‏ (مواليد 5 ديسمبر 1961) هو لاعب كرة قدم. يلعب مع منتخب الولايات المتحدة الأمريكية لكرة القدم. سبق له أن لعب في كأس العالم لكرة القدم مع منتخب بلاده.

## روابط خارجية
- توماس دولي على موقع الاتحاد الدولي (مؤرشف)  (الإنجليزية)
- توماس دولي على موقع الدوري الأمريكي (الإنجليزية)
- توماس دولي على موقع قاعدة بيانات كرة القدم.إي يو (الإنجليزية)
- توماس دولي على موقع قاعدة بيانات كرة القدم.إي يو (الإنجليزية)
- توماس دولي على موقع بيانات كرة القدم. دي إي (الألمانية)
- توماس دولي على موقع ناشيونال فوتبول تيمز (الإنجليزية)
- توماس دولي على موقع Soccerway.com (الإنجليزية)
- توماس دولي على موقع عالم كرة القدم.نت (الإنجليزية)